# 경기북부
경기북부(京畿北部)는 주로 한강과 서울을 기준으로 그 북쪽에 위치한 경기도의 북부 지역을 말한다.
경기북부에는 가평군의 북한강 남쪽 지역(설악면과 청평면 삼회리)이 포함되며, 여기에 강원특별자치도 철원군이 경기도 북부 지역과 같은 생활권을 이룬다.
이 외에도 본청사 관할인 김포시와 양평군 을 포함하거나 또는 제외하기도 한다.

## 인구와 면적, 생활권

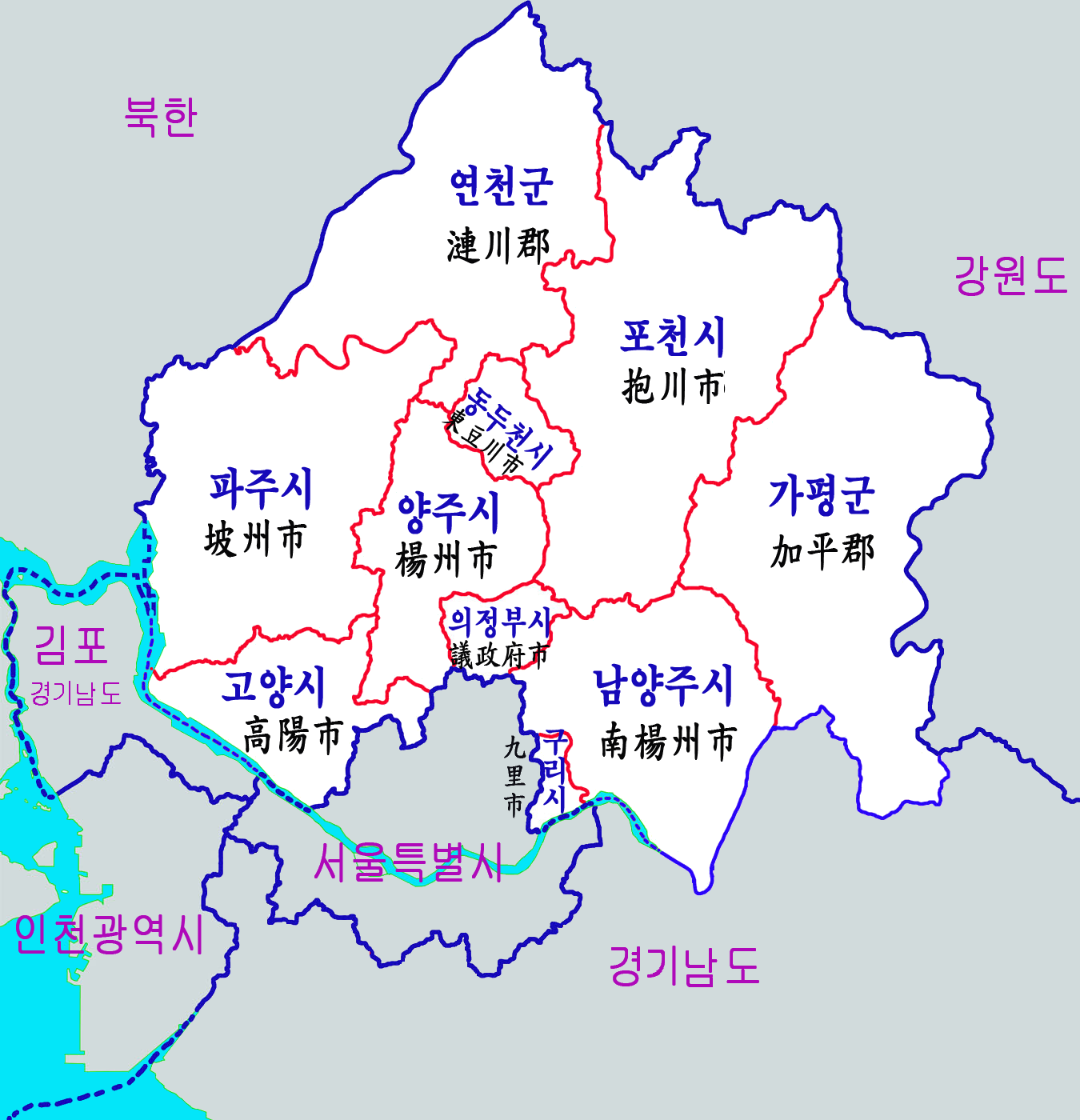
경기도청 북부청사의 관할 행정구역 지도

2018년 12월 말 주민등록 기준으로 경기북부의 인구는 경기도 전체 13,077,153명 중 3,399,848명이는 경기남부와 서울특별시를 제외하고는 어떤 광역시·도보다 인구가 많다. 2018년에는 경상남도의 인구를 따라 잡았으며, 2019년에는 부산광역시의 인구를 따라잡았다.
경기북부의 면적은 경기도 전체 면적 10,175 km2 중 4,265.68 km2를 차지한다.

### 3개 생활권
경기북부는 크게 다음과 같은 3개 생활권으로 나눌 수 있다.(인구는 2017년 12월 말 주민등록 기준)
- 고양·파주권 (147만9831 명 + 42만7776 명) : 고양시[5], 파주시 + 김포시 (일부지역에 한함)+부천시(생활권 공유)[6]
- 의정부·양주·포천권 (94만9157 명 + 4만7185 명) : 의정부시, 양주시, 동두천시, 포천시, 연천군 + 강원특별자치도 철원군[7]
- 남양주·구리·가평권 (92만8336 명+11만6084명) : 남양주시[8], 구리시, 가평군 + 양평군 (일부지역에 한함)+하남시(생활권 공유)[9]

### 확장된 개념을 가진 시군 지역
- 강원특별자치도: 철원군[10]
- 경기남부: 김포시, 양평군[11]
- (생활권 공유 경기남부: 하남시, 부천시)[12]

## 경기북부 시·군 목록

### 시
- 고양시
- 구리시
- 남양주시
- 동두천시
- 양주시
- 의정부시
- 파주시
- 포천시

### 군
- 가평군
- 연천군

## 경기도 분도론
경기북부는 서울, 인천, 한강 등에 의해 도청이 있는 경기남부와 지리적으로 분리되어 있으며, 인구도 많기 때문에 경기북부를 관할하는 경기도청 북부청사, 경기도교육청 북부청사, 의정부지방법원, 의정부지방검찰청, 경기도북부경찰청, 경기도 북부소방재난본부, 경기북부병무지청 등이 있다.
이 때문에 서울 광화문 근처(세종로 76-2)에 있던 경기도청이 1967년 6월 23일 수원시로 옮기면서, 같은 해 7월 1일에 현재의 경기도청 북부청사의 전신인 경기도청 북부출장소가 설치되었다.
경기북부를 경기남부와 분리해 독립된 도로 만들자는 주장이 나온 것은 수도권 인구과밀화에 따른 경기도의 행정수요 폭증과 지리적 분리가 주된 원인이며, 이러한 주장은 1992년 국회의원 총선거를 앞둔 1991년부터 본격적으로 제기되기 시작했다.

## 같이 보기
- 경기남부
- 김포시의 서울 편입 문제